# Haku (wrestler)
Tonga 'Uli'uli Fifita (Nukuʻalofa, 10 febbraio 1959) è un wrestler tongano naturalizzato statunitense.
Nel corso della sua carriera ha lottato nella World Championship Wrestling e nella World Wrestling Federation utilizzando diversi pseudonimi tra cui Meng e Haku.
Come membro del tag team The Colossal Connection, nel 1989 vinse il titolo WWF World Tag Team Championship in coppia con André the Giant.

## Carriera nel sumo
Cresciuto sull'isola maggiore di Tonga, Fifita frequentò il Tonga College dove giocò nella squadra di rugby. All'età di 15 anni, fece parte di un gruppo di sei adolescenti ed altri giovanotti inviati dal re di Tonga in Giappone per studiare la nobile arte del sumo. Sione Vailahi, che successivamente sarebbe diventato noto come wrestler con il ring name "The Barbarian", era anch'egli parte del gruppo. Dopo essersi trasferito in Giappone nel 1974, Fifita lottò utilizzando il nome di battaglia ("shikona" nel sumo) Fukunoshima (福ノ島?). Debuttò nel novembre 1974 e raggiunse il rango di "Makushita 27". Tuttavia, nel 1975 il suo allenatore morì, e a causa di contrasti con il successore, nel 1976 si ritirò dalla Japan Sumo Association.

## Carriera nel wrestling

### Inizi (1978-1986)

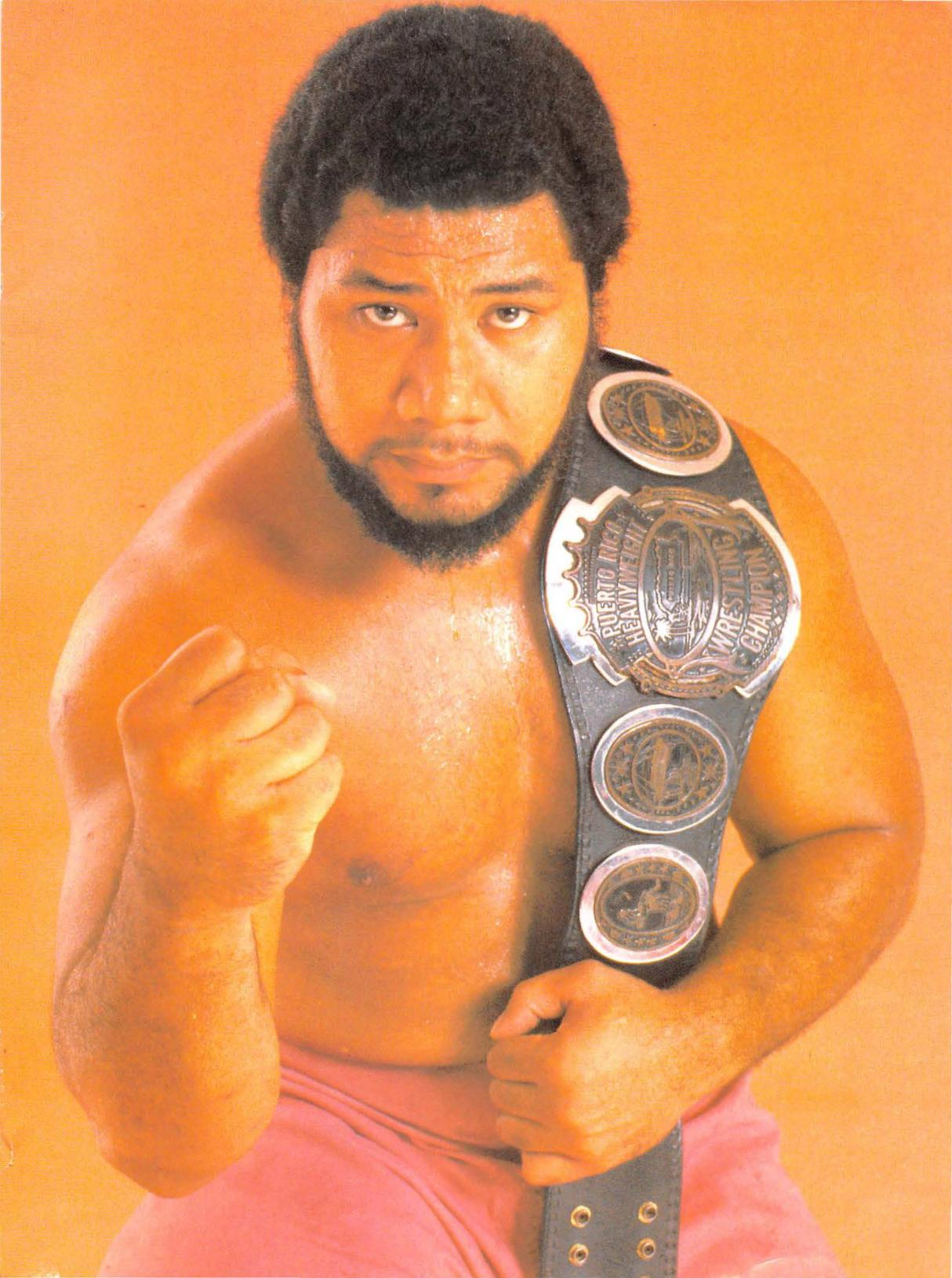
King Tonga nel 1983 come WWC Puerto Rico Champion

Dietro gli insegnamenti di altri due ex lottatori di sumo riciclatisi nel puroresu, Genichiro Tenryu e Takashi Ishikawa, Fifita entrò a far parte della All Japan Pro Wrestling. Agli inizi di carriera, si occupò anche di arbitrare alcuni incontri di wrestling svoltisi nella zona di Amarillo, Texas.
Nei primi anni ottanta, Fifita, con il ring name King Tonga, lottò in Canada per la International Wrestling di Frank Valois con sede a Montréal. Tonga combatteva da heel ed aveva come manager Tarzan "The Boot" Tyler. Egli ebbe dei feud con star importanti della federazione, incluso Dino Bravo. A un certo punto Fifita sembrò sul punto di effettuare un turn face, quando interferì in un tag team match, attaccando Road Warrior Animal & Paul Ellering durante il loro scontro con Jos LeDuc & Jacques Rougeau Jr., ma la cosa non si concretizzò. Lavorò in seguito a Porto Rico per la World Wrestling Council dove ebbe una rivalità importante con Invader 1 e si aggiudicò numerosi titoli quali il WWC North American Tag Team Championship (insieme a El Gran Apolo), il WWC World Tag Team Championship (con Hercules Hernandez) e il WWC Puerto Rico Heavyweight Championship. Tonga formò inoltre un tag team con Dino Bravo, suo rivale fino a poco tempo prima, che riscosse anche un certo successo, inclusa una prestigiosa vittoria sui Road Warriors al Montreal Forum.

### World Wrestling Federation (1986-1992)

#### The Islanders (1986–1988)

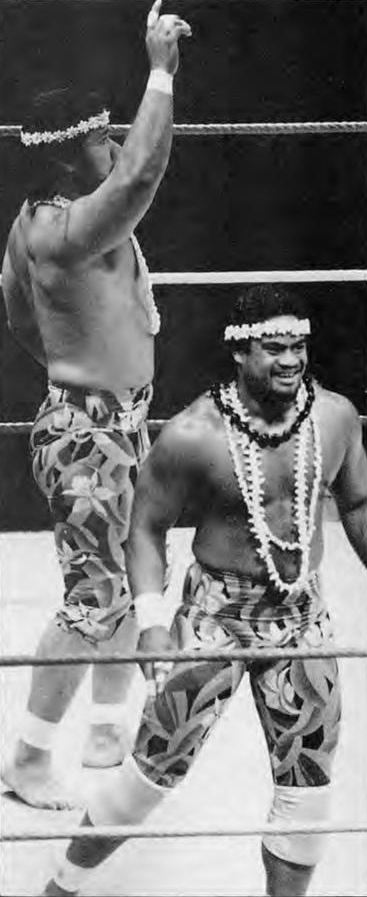
The Islanders (1987)

Nel 1986, King Tonga, nel suo primo anno alla World Wrestling Federation, divenne una star eseguendo una bodyslam su Big John Studd a Championship Wrestling, anche se prevedibilmente il manager di Studd, Bobby "The Brain" Heenan, non mantenne la promessa di pagare 15,000 dollari a chi fosse riuscito nell'impresa. Adottò il ring name Haku e divenne parte del tag team "The Islanders" insieme a Tama. Originariamente la coppia faceva parte dei "buoni", ma causa il successo discontinuo, effettuarono un turn heel nel 1987 durante un match trasmesso a WWF Superstars of Wrestling con i Can-Am Connection (Tom Zenk & Rick Martel). I nuovi "cattivi" Islanders ebbero poi un classico feud con i British Bulldogs, iniziato quando Haku e Tama "rapirono" la mascotte dei rivali, il bulldog Matilda. La rivalità ebbe fine dopo un 6-men tag team match svoltosi a WrestleMania IV dove gli Islanders e il loro manager Bobby Heenan (con indosso un costume da cane) sconfissero i British Bulldogs & Koko B. Ware (per la cronaca, Heenan schienò Koko).

#### King Haku & Colossal Connection (1988–1990)
Nel 1988, a seguito del reale infortunio allo stomaco rimediato da King Harley Race in un match contro Hulk Hogan, a Haku venne assegnata la corona e lo scettro di "King" venendo quindi ribattezzato King Haku. Egli consolidò in seguito la sua posizione di "Re" difendendo la corona contro il rientrante Race in un match svoltosi al ppv Royal Rumble (1989). Successivamente perse la "corona" in favore di Hacksaw Jim Duggan che quindi divenne "King Duggan". Haku formò poi un tag team con l'enorme André the Giant, The Colossal Connection, e i due vinsero il titolo WWF Tag Team Championship sconfiggendo i Demolition nella puntata del 30 dicembre di Superstars of Wrestling (registrata il 13 dicembre). Haku & André persero le cinture a WrestleMania VI, quando i Demolition riuscirono a riconquistarle immobilizzando il gigante francese tra le corde del ring e concentrandosi su Haku. In realtà, l'espediente venne messo in atto per nascondere le cattive condizioni di salute di André. A causa della sconfitta, la coppia si sciolse pubblicamente, mentre Bobby Heenan, incolpò furioso André della perdita del titolo arrivando anche a schiaffeggiarlo sul ring, per poi essere messo KO dal gigante, che effettuò quindi un turn face in piena regola. Haku cercò di colpire André, ma The Giant bloccò il suo calcio e lo mise fuori combattimento andandosene poi via tra gli applausi del pubblico. Si trattò dell'ultimo incontro disputato da André the Giant nella World Wrestling Federation (WWE), sebbene egli continuò comunque a lottare ancora per vari anni in Giappone nonostante i problemi di salute.

#### Vari feud e fuoriuscita (1990–1992)
Subito dopo WrestleMania, Haku diventò il primo wrestler a sfidare il nuovo campione WWF, The Ultimate Warrior, ma perse il match. Formò quindi un tag team di breve vita con The Barbarian. I due furono sconfitti nel match di apertura di WrestleMania VII disputato contro The Rockers (Shawn Michaels & Marty Jannetty).
Poco tempo dopo la partecipazione alla Royal Rumble (1992), Haku lasciò la WWF.

### Giappone e Messico (1992–1994)
Verso la fine della carriera in WWF, Fifita lottò nuovamente con il ring name King Haku per la federazione giapponese Super World of Sports. Il 14 febbraio 1992, Haku e Yoshiaki Yatsu divennero i primi campioni SWS Tag Team. Persero le cinture il 16 aprile contro George & Shunji Takano ma le riconquistarono due giorni dopo, detenendole fino al 19 giugno quando la SWS chiuse i battenti. Fallita la SWS, King Haku lottò prima in Messico nella Consejo Mundial de Lucha Libre, e poi in Giappone nella New Japan Pro-Wrestling e nella Wrestle Association R, prima di approdare alla World Championship Wrestling.

### World Championship Wrestling (1994-2001)

#### Dungeon of Doom & Faces of Fear (1994–1998)
Giunto in WCW, dato che il nome Haku era di proprietà della WWF, Fifita adottò il nuovo ring name Meng. Inizialmente venne presentato come il misterioso e minaccioso bodyguard di Col. Rob Parker, vestito con tanto di completo elegante gessato. L'ultima apparizione come guardia del corpo si ebbe a SuperBrawl V quando Jim Duggan lottò con Bunkhouse Buck; dopo l'incontro, Meng aggredì Duggan, e il Commissioner WCW lo cacciò dall'arena. Una settimana dopo, Col. Parker annunciò che Meng non era più da considerarsi un bodyguard, ma un vero e proprio wrestler da ora in avanti, e lui vinse il suo primo match quella sera stessa sconfiggendo un jobber con un solo calcio. In coppia con Kurasawa, Meng ebbe un feud con Sting & Road Warrior Hawk.
Successivamente, affrontò Sting, senza successo, in un match uno contro uno con in palio il vacante titolo WCW United States a Great American Bash (1995). In seguito entrò a far parte della stable Dungeon of Doom formando un tag team denominato Faces of Fear, insieme a The Barbarian, con manager Jimmy Hart. In questo periodo, veniva presentato come l'ex guardia del corpo dell'Imperatore del Giappone.

#### Hardcore Champion (1997–2001)
Meng trascorse gran parte del 1997 lottando contro wrestler di basso livello prima di infilare una striscia di vittorie consecutive nell'estate del 1998. Ciò portò alla sua partecipazione al main event nell'incontro con in palio il WCW World Heavyweight Championship contro Bill Goldberg durante la puntata del 10 agosto di Monday Nitro. Anche Goldberg era reduce da una lunga striscia di imbattibilità. Goldberg vinse mantenendo il titolo, portando il record positivo a un impressionante 160–0. Nella primavera del 1999, quando Ric Flair era presidente in carica (kayfabe) della WCW, il barbaro Meng annichilì spesso i nemici di Flair dietro suo ordine. Successivamente, Meng ebbe una rivalità di breve durata con Sting ed affrontò occasionalmente altre superstar come Lex Luger e Bret Hart. Egli inoltre prese parte a match per il titolo WCW Hardcore Championship verso la fine del 1999. Si aggiudicò il titolo al ppv Sin il 14 gennaio 2001. Meng fu l'ultimo WCW Hardcore Champion, in quanto in seguito il titolo venne ritirato.

### Ritorno in WWF (2001–2002)
Esattamente una settimana dopo la vittoria del titolo Hardcore a Sin, Fifita fece ritorno in WWF, nuovamente con l'identità di Haku, facendo un'apparizione a sorpresa alla Royal Rumble (2001). Dopo la Rumble, diede vita a un tag team insieme a Rikishi, ma la coppia non durò a lungo a causa dell'infortunio di Rikishi. Successivamente Haku venne ridimensionato e relegato a lottare in show minori quali Sunday Night Heat. Alla fine venne licenziato dalla WWF, il suo ultimo avversario fu Shawn Stasiak a WWF Jakked il 23 luglio 2001. Agli inizi del 2002 ritornò per breve tempo a lottare in WWF in occasione di alcuni house show.

### Circuito indipendente (2000–presente)
Utilizzando il nome Meng, Fifita lottò anche nella World League Wrestling di Harley Race vincendo il WLW Heavyweight Championship in due diverse occasioni nel 2000. Tornato nella compagnia nel 2003, si aggiudicò ancora il titolo per la terza volta. Sin dal 2003, Fifita si è praticamente ritirato dall'attività, tornando a combattere solo in sporadiche occasioni eccezionali nel corso degli anni. Nel 2009, come King Haku, lottò regolarmente nella World Xtreme Wrestling dove si aggiudicò per due volte il titolo WXW Hardcore Championship, prima di ritirarsi nuovamente. Nel settembre 2012 prese parte al torneo "Chikara King of Trios", svoltosi il 14–16 settembre a Easton (Pennsylvania), lottando insieme a The Barbarian e The Warlord come "The Faces of Pain". Il 14 settembre, il team venne eliminato dal torneo al primo round dalla squadra composta da Mike Bennett, Matt Jackson, & Nick Jackson.

### New Japan Pro-Wrestling (2016–2017)
Il 4 gennaio 2016, Tonga Fifita, come King Haku, ritornò a sorpresa nella New Japan Pro-Wrestling, prendendo parte alla New Japan Rumble nel pre-show di Wrestle Kingdom 10. Venne eliminato dal match per sottomissione ad opera di Hiroyoshi Tenzan. Il giorno seguente, insieme al figlio e ai membri del Bullet Club Doc Gallows, Karl Anderson & Yujiro Takahashi, lottò in un 10-men tag team match, dove il suo team sconfisse Hiroyoshi Tenzan, Kushida, Satoshi Kojima, Togi Makabe & Tomoaki Honma. In seguito Haku apparve all'evento G1 Special in USA promosso dalla NJPW il 2 luglio 2017, insieme ai figli.

## Vita privata
Tonga Fifita sposò Dorothy Koloamatangi. La coppia ebbe una figlia, Vika; un figlio, Tevita, anch'egli un wrestler; e due figli adottivi, Alipate e Taula. Il figlio Tevita giocò a football americano nella squadra studentesca della University of Texas at El Paso e fu nel roster WWE dal 2009 al 2014, con il ring name "Camacho", ed era conosciuto con il nome "Micah" nella Total Nonstop Action Wrestling. Attualmente lotta con il nome "Tanga Loa" in WWE insieme al fratello Alipate, che combatte come "Tama Tonga". Il figlio minore di Fifita, Taula, debuttò nel mondo del wrestling nel novembre 2016. Ha lottato con il ring name HikuLe'o e poi come "Leo Tonga". Tra i cugini di Fifita ci sono un ex giocatore dei New England Patriots, Steve Fifita, e uno della nazionale australiana di rugby, Tatafu Polota-Nau. Nel 1978 Tonga Fifita ha fatto un cameo nel film Taverna Paradiso di Sylvester Stallone, insieme a molti altri wrestler. Dwayne "The Rock" Johnson è suo nipote.

## Reputazione e incidenti

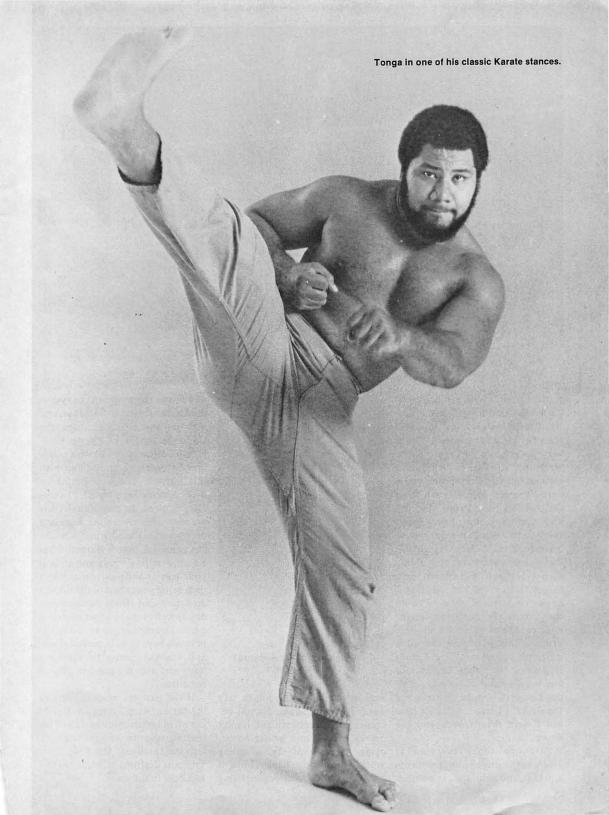
King Tonga (Haku) nel 1983

In un articolo apparso sul proprio sito internet ufficiale, la WWE affermò che "Haku aveva la reputazione di essere, probabilmente, l'uomo più tosto ad aver mai calcato un ring". Solo sentire menzionare il suo nome avrebbe fatto venire i brividi freddi a molti suoi colleghi, e persino anche a qualche suo amico. Nel 1987, Haku ebbe uno scontro nel backstage con Jesse Barr (che lottava in WWF come "Jimmy Jack Funk"), e si disse, erroneamente, che nel diverbio Barr aveva perso un occhio. Dopo la rissa, Fifita si guadagnò una tale reputazione da duro che escluse ogni suo altro futuro diverbio nel backstage con altri wrestler. Ricordando l'episodio, Fifita, nel corso di un'intervista del 2011, dichiarò: «Non gli ho strappato un occhio. Ero pronto a farlo, le mie mani erano lì, pronte a cavarglielo. Dissi a Jim che tutto riguardava i commenti da lui fatti sulla mia pettinatura, mi aveva detto di comprarmi un pettine, e lui venne licenziato per questo, e poi successe tutto il resto, e mi sento male per lui. Era qualcosa che successe improvvisamente. In quel momento, ero pronto a cavarglieli entrambi». Funk non continuò a lavorare in WWF dopo il fatto, e si ritirò dal wrestling sette mesi dopo.
Steve Austin definì Haku il wrestler più tosto di sempre e dichiarò inoltre che nessun altro nel mondo del wrestling poteva metterlo in dubbio.
In un'intervista radiofonica, Bill Goldberg si disse "certo che gli Steiner Brothers, Meng, e The Barbarian avrebbero avuto un grosso impatto nel mondo delle MMA (Arti marziali miste), e non avrebbero certo sfigurato". Raccontò anche di quella volta quando ci vollero tredici agenti di polizia per separare Fifita e Ric Flair mentre stavano litigando. Gli spruzzarono anche dello spray al peperoncino in faccia e lui si mise a ridere, per poi passare a spezzare le manette di fronte agli allibiti poliziotti.
Il lottatore messicano El Canek stava lottando in coppia con El Satánico e Pirata Morgan contro Haku, Dos Caras e Villano III nella federazione EMLL. Canek, all'epoca campione UWA, non era intimorito dalla reputazione di Haku, e si infuriò con lui perché, a suo dire, non si stava impegnando nel match. Canek tentò quindi di colpirlo realmente durante l'incontro per dargli una lezione, ma si rese ben presto conto che la cosa era praticamente impossibile.
Nel corso di un'intervista, a Road Warrior Animal fu chiesto chi era il wrestler più duro che avesse mai sfidato, ed egli disse: «Haku senza il minimo dubbio!».
Il 3 marzo 1989, Fifita ebbe una discussione con alcuni frequentatori del bar del Baltimore Airport che dicevano quanto il wrestling fosse solo "finzione", e durante la rissa conseguente, Fifita strappò a morsi il naso di uno di loro.
Il wrestler Perry Saturn, quando gli venne chiesto chi avrebbe vinto una vera rissa da bar tra lottatori professionisti, rispose: «Tonga. Nessun altro avrebbe avuto scampo. Poteva uccidere chiunque senza nemmeno batter ciglio, e nessuno avrebbe potuto impedirglielo».
L'ex wrestler Brutus Beefcake descrisse Haku come un vero killer in grado di uccidere svariate persone a mani nude. Beefcake stesso si trovò faccia a faccia con Haku una volta, dopo aver discusso con alcuni road agent il fatto di come Haku avesse uno stile di lotta troppo "stiff". Haku lo approcciò nelle docce di un'arena e gli strinse il collo con entrambe le mani, quasi strangolandolo. Solamente Hulk Hogan, per il quale Haku provava grande rispetto, fu in grado di convincerlo a lasciare andare Beefcake.
L'ex wrestler e musicista Jerry Only dei Misfits raccontò di quando una volta in Giappone vollero far combattere Haku contro un campione di karate in quanto pensavano che un lottatore non avrebbe mai potuto farcela con un esperto di arti marziali. Invece Haku sfasciò il cranio dell'avversario con un solo colpo e l'incontro terminò all'istante. Sempre nella stessa intervista, egli parlò dei racconti di Vampiro circa Meng che rompeva le noci di cocco a mani nude in modo che gli altri lottatori suoi colleghi potessero berne il latte e mangiarne la polpa.
Jake "The Snake" Roberts dichiarò nel corso di un'intervista: «Se avessi una pistola e fossi seduto in un carro armato con Meng a 300 metri di distanza, sarei in vantaggio, giusto? Beh, la prima cosa che farei è saltare fuori dal carro e spararmi perché non vorrei rischiare di ferire solamente quel figlio di puttana e farlo incazzare».
In un'intervista concessa al commentatore sportivo Michael Schiavello, Hulk Hogan dichiarò che il lottatore più tosto di tutti era "sicuramente Haku". L'ex wrestler Rocky Johnson, padre di Dwayne "The Rock" Johnson, disse che Haku era il lottatore più duro che avesse mai visto.
Bobby Heenan discusse lungamente circa la reputazione da duro di Meng/Haku e si riferì a lui come l'uomo più tosto che avesse mai incontrato. Inoltre, Heenan dichiarò che esistevano solo due persone al mondo delle quali André the Giant avesse paura: Meng e Harley Race.
In una recente intervista, Rick Steiner descrisse un incidente in un bar al quale aveva assistito, dove Haku mise KO cinque marines in pochi secondi. In un'altra intervista aggiunse: «Io e mio fratello Scott pensavamo di essere dei veri duri, ma questo solo fino a quando incontrammo Meng».
Quando fu chiesto a Ric Flair quale wrestler avrebbe potuto fare bene nelle MMA, egli disse: «Penso che nessuno avrebbe voluto aver a che fare con Haku. Se da giovane fosse andato a combattere nelle MMA, mio Dio — avrebbe fatto sfracelli! Era il più tosto figlio di puttana che abbia mai incontrato in tutta la mia vita». In un'altra intervista, Flair descrisse un incidente accaduto in Giappone nel quale Haku gettò un giocatore di basket fuori dalla finestra al secondo piano di un hotel.
Big Van Vader, considerato uno dei wrestler più duri e minacciosi di sempre, dichiarò che non avrebbe mai voluto aver niente a che fare con Meng.
Bret Hart raccontò che suo padre Stu Hart considerava Haku uno dei wrestler più tosti di ogni tempo.
Kevin Sullivan ha raccontato a WWE Classics di quando lui e Haku si recarono in un bar per farsi un paio di birre e, incuriosito dall'aspetto esotico di Meng, un tizio che stava giocando a biliardo lo apostrofò con un epiteto razzista. Allora Meng strappò la maglietta del tipo, gli morse la schiena a sangue strappandogli un pezzo di carne e la sputò a terra.
Hillbilly Jim disse che c'erano molti tipi tosti grandi e grossi nel mondo del wrestling dell'epoca, ma Haku li superava tutti di gran lunga. Egli dichiarò inoltre che, nonostante la sua brutta reputazione, Haku era un tipo amichevole e di buon cuore, gran lavoratore ed attaccato alla famiglia.

## Personaggio
Mosse finali
- Asiatic Spike (Thumb chokehold)[36]
- Savate Kick
- Tongan Death Grip[37]

Manager
- Bobby Heenan[3]
- James J. Dillon
- Col. Robert Parker[4]
- Jimmy Hart[38]
- Paisley
- Jason Saint[39]

Soprannome
- "The Face of Terror"

## Titoli e riconoscimenti
- 50th State Big Time Wrestling
  - NWA Hawaii Heavyweight Championship (1)[40][41]
- All Japan Pro Wrestling
  - 2 January Korakuen Hall Heavyweight Battle Royal (1981)[42]
- Lutte Internationale
  - Canadian International Heavyweight Championship (1)[43]
  - Canadian International Tag Team Championship (1) – con Richard Charland
- Impact Pro Wrestling
  - IPW New Zealand Tag Team Championship (1) - con Jushin Thunder Liger
- North Carolina Wrestling Association
  - NCWA Tag Team Championship (1) - con The Barbarian[44]
- NWA Mid-America
  - NWA World Six-Man Tag Team Championship (1) – con Ken Lucas & George Gulas[45][46]
- Pro Wrestling Illustrated
  - 144º tra i 500 migliori wrestler singoli nella PWI 500 (1991)
  - 92º tra i 500 migliori wrestler singoli nella PWI 500 (1995)[47]
  - 330º tra i 500 migliori wrestler dei "PWI Years" nel 2003.[48]
- Super World of Sports
  - SWS Tag Team Championship (2) – con Yoshiaki Yatsu[49]
- Tokyo Sports
  - Effort Award (1980)[50]
- World Championship Wrestling
  - WCW Hardcore Championship (1)[51][52]
- World League Wrestling
  - WLW Heavyweight Championship (3)[53][54]
- World Wrestling Council
  - WWC North American Tag Team Championship (1) – con Gran Apolo[55][56]
  - WWC Puerto Rico Heavyweight Championship (2)[57][58]
  - WWC World Tag Team Championship (1) – con Hercules Ayala[59][60]
- World Wrestling Federation
  - WWF World Tag Team Championship (1) – con André the Giant[61][62]
- World Xtreme Wrestling
  - WXW Hardcore Championship (2)
- Wrestling Observer Newsletter
  - Worst Worked Match of the Year (1996) con Ric Flair, Arn Anderson, The Barbarian, Lex Luger, Kevin Sullivan, Z-Gangsta, & The Ultimate Solution vs. Hulk Hogan & Randy Savage in un Towers of Doom match a Uncensored (1996)